# Гей, там на горі Січ іде
Гей, там на горі Січ іде — українська стрілецька пісня.

## Написання
Написана з нагоди першого Січового збору під час якого К. Трильовський вирішив провести перегляд січових сил. З цією метою 6 червня 1902 року в Коломиї відбулося перше Січове свято. На площі міського парку проведено руханкові вправи, в яких узяли участь делегати всіх тодішніх «Січей». Із запальною промовою виступив К. Трильовський. У святкуванні взяв участь відомий громадський діяч з Наддніпрянщини — «артільний батько» Микола Левитський, гості з багатьох сіл і містечок Галичини й Буковини. Січове свято в Коломиї наочно показало — започатковано масовий рух, який відіграє велику ролю в піднесенні національної свідомості українського населення підавстрійської України. На замовлення К. Трильовського з Кубані надіслали ноти до поклику, яким запорожці колись скликали на військову раду. Поклик оркестра відіграла на початку концерту. В концерті взяли участь хори сіл Балинці й Печеніжин, студентської «Січі» з Чернівців.
Автором слів та музики є К. Трильовський. Втім частина джерел вказує на народне походження мелодії. Як гімн січовиків, текст цієї пісні з'явився на сторінках народного календаря «Запорожець», який редагував Кирило Трильовський (під псевдонімом «Максим Залізняк» 1904, с. 129). У 1906 вперше з нотами.

## Дослідження авторства
Сучасні дослідники схильні вважати, що не тільки слова, а й мелодія належить К. Трильовському або якомусь іншому авторові, оскільки характеру народної, на думку музикознавця Осипа Залеського, не має. Правда, підібрана ритміка є сприятлива для походу, а форма восьмискладового вірша наближена до народної пісні (весільна, побутова, історична), що дозволило січовикам без зусиль запам'ятати її. У цьому одна із причин, що пісня набула поширення. Висока імовірність того що маршовий варіант виконання доробив Михайло Гайворонський котрий був композитором-диригентом оркестри товариства «Січ», організатором духового оркестру Січових стрільців, а згодом і візитатором (капельмейстром) військових оркестрів Української Галицької Армії.

## Популярність
Факт що з січовиками вона увійшла до репертуару українських стрільців, її патріотичний зміст цілком відповідав ідейним переконанням стрілецтва. Очевидно через посередництво усусусів та завдяки бадьорому маршовому темпу вона прийнялась, а згодом поширилась і в позастрілецькому середовищі, зокрема серед українців Закарпаття, які залюбки співали її вже в перші роки війни. На Наддніпрянщині стала знана з кінця 1920-х років як «Запорозький марш». Масовий характер виконання пісні в Галичині протягом першого десятиріччя XX ст. і пізніше, коли по селах відновили діяльність громадські товариства «Січ», «Луг», «Каменярі» (20-30-і рр.), зумовили її довголіття. Пісня увійшла до «Січового співаника» (упорядник Кирило Трильовський) 1921 року, за номером 18. Була відома й за радянських часів. Зокрема марш «Гей, там на горі Січ іде» увійшов до саундтреків кількох фільмів про часи громадянської війни (напр. «Щорс» 1939). Пісня була серед репертуару оркестру народних інструментів УРТ та інших музичних колективів (у іншій текстовій редакції). За часів проголошення незалежності України мотив «Гей, там на горі Січ іде» був включений до маршу Богдана Сапелюка «За Рідну Землю!».

## Текст
| Оригінал Трильовського Гей, там на горі Січ іде, Гей, малиновий стяг несе, Приспів: Гей, малиновий, наше славне товариство, Гей, машерує, раз, два, три. Гей, на переді кошовий, Гей, як той орел степовий, Гей, а позаду осавул, Гей, твердий хлопець, як той мур. Гей, а по боках четарі, Гей, то сторожі огневі, Гей, отамане, батьку наш! Гей, веди, батьку, вперед нас! Гей, не заллє нас вражий вал, Гей, бо з нас кождий радикал. Гей, молод хлопче, позір май, Гей, та до Січи приставай. Гей, наша Січа дорога, Гей, як та мати, всім одна. Гей, повій, вітре, з синіх гір, Гей, на прапор наш, на топір. Гей, повій, вітре, зі степів, Гей, дай нам силу козаків. Гей, дай нам силу і відвагу, Гей, Україні на славу. (Примітка: Приспів повторюється після кожного куплету.) | Обробка оркестру народних інструментів УРТ А. Бобиря Гей, там на горі Січ іде, Гей, малиновий стяг несе. Гей, там на горі, наше славне Товариство, Гей, марширує, раз, два, три! (2) Гей, попереду кошовий, Гей, як той орел степовий. Гей, як той орел, наше славне Товариство, Гей, марширує, раз, два, три! (2) Гей, а позаду осавул, Гей, твердий хлопець, як той мур, Гей, твердий хлопець, наше славне Товариство, Гей, марширує, раз, два, три! (2) Гей, повій, вітре, зі степів, Гей, дай нам силу козаків, Гей, дай нам силу, наше славне Товариство, Гей, марширує, раз, два, три! (2) Гей, дай нам силу й відвагу, Гей, Україні на славу. Гей, Україні, наше славне Товариство, Гей, марширує, раз, два, три! (2) (Примітка: друга половина кожного куплету повторюється двічі) |

## Виконання твору
Ця пісня є в репертуарі багатьох музичних колективів і виконавців — гурту «Соколи», Тараса Компаніченка, Володимира Горбатюка та інших. У аранжуванні Богдана Сапелюка пісня стала одним з основних маршів військових формувань ЗСУ, а також муніципальних та аматорських духових оркестрів. На мотив пісні «Гей, там на горі Січ іде» Левко Колодуб написав «Український танок N12» з сюїти «Українські танці». Разом з духовним гімном «Молитва за Україну» пісня «Гей, там на горі Січ іде» лунала під час «Революції гідності» у виконанні гурту «Кому Вниз».